# Tudur ap Goronwy
Goronwy ap Tudur Hen (, noto anche come Goronwy ap Tudur o Goronwy Fychan; ... – 1331) è stato un nobile gallese e Lord di Penmynydd. 
Era un membro della famiglia Tudor di Penmynydd di Anglesey, Galles del Nord, e un antenato diretto di Owen Tudor e quindi della dinastia reale dei Tudor. Fu un soldato al servizio della corona inglese, che combatté nella prima guerra d'indipendenza scozzese, inclusa l'invasione inglese che portò alla battaglia di Bannockburn. Rimase fedele al re Edoardo II d'Inghilterra fino alla morte del re, e fu sia contadino che guardaboschi di Snowdon. Dopo la sua morte nel 1331, il suo corpo fu sepolto a Llanfaes Friary, vicino a Bangor, Gwynedd.

## Ascendenza e Famiglia
Goronwy ap Tudur Hen era uno dei tre figli del nobile gallese Tudur Hen (italiano: Tudur il Vecchio) e Anghared fil Ithel Fychan, insieme a Madog ap Tudur Hen e Hywel ap Tudur Hen.
Tudor Hen era stato inizialmente al servizio di Llywelyn ap Gruffudd (noto anche come Llywelyn l'Ultimo), il re di Gwynedd, ma mantenne i suoi titoli sotto la conquista del Galles da parte di re Edoardo I d'Inghilterra. Nonostante ciò, durante la ribellione di Madog ap Llywelyn, Tudur agì come suo maggiordomo. Dopo il fallimento della ribellione, Tudur giurò  lealtà a Edoardo.

## Servizio alla corona Inglese
Goronwy ap Tudur Hen era Lord di Penmynydd e un soldato al servizio della corona inglese. Si unì a Re Edoardo II d'Inghilterra per la sua invasione della Scozia nel 1314 come parte della Prima Guerra d'Indipendenza Scozzese, che includeva il servizio alla Battaglia di Bannockburn nel giugno di quell'anno. Nel 1316 una ribellione ebbe luogo a Glamorgan sotto la guida di Llywelyn Bren, nello stesso periodo in cui Edoardo era in campagna elettorale in Scozia.
Nonostante ciò, c'era poca preoccupazione del fatto che si potesse diffondere nel Galles del Nord, con i funzionari reali invece preoccupati per la minaccia di invasione dall'Irlanda. Circa 1.500 truppe furono convocate dalla zona per supportare il re, e tra coloro che guidavano quelle truppe c'erano Iorweth ap Gruffudd, Gruffudd Llwyd e suo cugino Goronwy ap Tudur Hen. Dopo che queste truppe, sotto il comando di Gruffudd Llwyd, si trasferirono a Chester, furono congedate il 4 agosto 1316 per tornare nel Galles del Nord al fine di proteggere la zona dalla minaccia irlandese.
Goronwy e le sue truppe furono nuovamente convocate al servizio del re per riprendere Berwick nel 1319, dopo che le forze scozzesi l'avevano presa un anno prima. La maggior parte delle forze dal Galles proveniva dai Marcher Lords del sud, ma Goronwy, Gruffudd Llwyd e Hywel ap Gruffudd ap Geruath li guidarono verso la parte settentrionale del paese. Nello stesso periodo, come contadino del re, Goronwy fu nominato guardia forestale di Snowdon. Rimase fedele a Edoardo II, ma dopo la morte del re, riprese il servizio di Edoardo III.
Goronwy sposò Gwerfyl ferch Madog, figlia di Madog ap Iorwerth, terzo barone di Hendwr. Goronwy e Gwerfyl avevano tre figli, Tudur, Hywel e Gruffydd.
Goronwy fu sepolto dopo la sua morte nel muro occidentale del convento francescano di Llanfaes vicino a Bangor, Gwynedd l'11 dicembre 1331. Suo padre aveva supervisionato gli sforzi di ricostruzione del convento e nel 1311 fu il primo della famiglia ad essere sepolto lì dopo la sua morte.
Altri membri della famiglia furono sepolti lì dopo la morte, finché alcuni non furono spostati in seguito alla dissoluzione dei monasteri sotto la Chiesa d'Inghilterra imposto dal re Enrico VIII d'Inghilterra, con quello di Goronwy che fu spostato nella chiesa di San Gredifael, Penmynydd, dove si trova la sua tomba.

## Eredità
Il figlio maggiore di Goronwy, Hywel ap Goronwy, si unì al sacerdozio e divenne canonico della cattedrale di Bangor. Nel 1357 Hywel divenne arcidiacono di Anglesey. Gruffydd annegò nel 1344
Goronwy ap Tudur Hen fu uno degli antenati diretti della casa reale dei Tudor.
Suo figlio, Tudur ap Goronwy, divenne cavaliere al servizio di Edoardo III e fu il nonno di Owain ap Maredudd ap Tudur (attraverso suo figlio, Maredudd ap Tudur, nipote di Goronwy ap Tudur Hen). Owain anglicizzò il suo nome, diventando Owen Tudor, e fu lui stesso il nonno del re Enrico VII d'Inghilterra, il fondatore della Casa Tudor.